# Both Ways Open Jaws
Both Ways Open Jaws es el segundo álbum de la banda franco-finlandesa The Dø, publicado el 9 de marzo de 2011 en Francia y entre octubre y noviembre en el resto del mundo.

## Lista de canciones
Todas las canciones escritas y compuestas por Olivia Bouyssou Merilahti y Dan Levy. 
| N.º   | Título                            | Duración |  |
| 1.    | «Dust It Off»                     | 3:42     |  |
| 2.    | «Gonna Be Sick!»                  | 4:09     |  |
| 3.    | «The Wicked & The Blind»          | 5:08     |  |
| 4.    | «Too Insistent»                   | 3:29     |  |
| 5.    | «Bohemian Dances»                 | 4:23     |  |
| 6.    | «Smash Them All (Night Visitors)» | 5:12     |  |
| 7.    | «Leo Leo»                         | 3:30     |  |
| 8.    | «B.W.O.J.»                        | 1:43     |  |
| 9.    | «Slippery Slope»                  | 2:41     |  |
| 10.   | «The Calendar»                    | 4:03     |  |
| 11.   | «Was It A Dream?»                 | 3:05     |  |
| 12.   | «Quake, Mountain, Quake»          | 2:10     |  |
| 13.   | «Moon Mermaids»                   | 3:02     |  |
| 45:34 |                                   |          |  |

### Canciones Bonus
| N.º   | Título    | Duración |  |
| 14.   | «Open C»  | 1:15     |  |
| 15.   | «No Clue» | 8:01     |  |
| 54:50 |           |          |  |

## Listas
| País    | Posición |
| ------- | -------- |
| Francia | 14       |
| Suiza   | 34       |
| Bélgica | 55       |